# National Professional Basketball League
La National Professional Basketball League fu una lega di pallacanestro negli Stati Uniti d'America attiva solamente nella stagione 1950-1951. Una lega con lo stesso nome fu riproposta nel biennio 2007–2008.
Alla fine della stagione, non vennero disputati i play-off. Gli Sheboygan Red Skins e i Waterloo Hawks, primi rispettivamente in Eastern e Western Division, reclamarono il titolo che però non venne assegnato ad alcuna squadra.

## Squadre
Eastern Division
- Sheboygan Red Skins
- Anderson Packers
- Louisville Alumnites
- Grand Rapids Hornets
- Evansville Agogans (in precedenza in Western Division come Denver Refiners)

Western Division
- Waterloo Hawks
- Denver Refiners (poi in Eastern Division come Evansville Agogans)
- St. Paul Lights
- Kansas City Hi-Spots

Durante il campionato quattro squadre si ritirarono: Grand Rapids Hornets, Kansas City Hi-Spots, Louisville Alumnites e St. Paul Lights. Sempre a stagione in corso, i Denver Refiners si trasferirono invece a Evansville.
Anderson, Denver, Sheboygan e Waterloo avevano preso parte in passato alla National Basketball Association.

## Classifiche

### Eastern Division
|  |    |                      | V  | P  | %    |
|  | -- | -------------------- | -- | -- | ---- |
|  | 1. | Sheboygan Red Skins  | 29 | 16 | 64   |
|  | 2. | Anderson Packers     | 22 | 22 | 50   |
|  | 3. | Louisville Alumnites | 18 | 17 | 51,4 |
|  | 4. | Grand Rapids Hornets | 6  | 13 | 31,5 |
|  | 5. | Evansville Agogans   | 0  | 6  | 0    |

### Western Division
|  |    |                      | V  | P  | %    |
|  | -- | -------------------- | -- | -- | ---- |
|  | 1. | Waterloo Hawks       | 32 | 24 | 57,1 |
|  | 2. | Denver Refiners      | 18 | 16 | 52,9 |
|  | 3. | St. Paul Lights      | 12 | 8  | 60   |
|  | 4. | Kansas City Hi-Spots | 4  | 19 | 17,4 |